# ووشو در بازی‌های آسیایی ۲۰۱۸
ووشو یکی از ورزش‌های بازی‌های آسیایی ۲۰۱۸ است که از ۱۹ تا ۲۳ اوت ۲۰۱۸ برگزار شده است.
این مسابقات در دو بخش زنان و دو بخش مردان در جاکارتا اینترنشیونال اکسپو، جاکارتا، اندونزی انجام شده است.

## خلاصه مدال‌ها

### جدول مدال‌ها
| رتبه  | کشور      | طلا | نقره | برنز | مجموع |
| ۱     | چین       | ۱۰  | ۲    | ۰    | ۱۲    |
| ۲     | ایران     | ۲   | ۴    | ۰    | ۶     |
| ۳     | اندونزی   | ۱   | ۱    | ۳    | ۵     |
| ۴     | ماکائو    | ۱   | ۱    | ۰    | ۲     |
| ۵     | ویتنام    | ۰   | ۲    | ۳    | ۵     |
| ۶     | کره جنوبی | ۰   | ۱    | ۲    | ۳     |
| ۷     | هنگ کنگ   | ۰   | ۱    | ۱    | ۲     |
| ۸     | ژاپن      | ۰   | ۱    | ۰    | ۱     |
| ۸     | ازبکستان  | ۰   | ۱    | ۰    | ۱     |
| ۱۰    | هند       | ۰   | ۰    | ۴    | ۴     |
| ۱۱    | چین تایپه | ۰   | ۰    | ۲    | ۲     |
| ۱۱    | فیلیپین   | ۰   | ۰    | ۲    | ۲     |
| ۱۳    | افغانستان | ۰   | ۰    | ۱    | ۱     |
| ۱۳    | میانمار   | ۰   | ۰    | ۱    | ۱     |
| ۱۳    | تایلند    | ۰   | ۰    | ۱    | ۱     |
| مجموع | مجموع     | ۱۴  | ۱۴   | ۲۰   | ۴۸    |

#### تالو مردان
| رویداد               | طلا                   | نقره                         | برنز                       |
| چانگچوان             | سون پی‌یوان · چین      | ادگار خاویر مارولو · اندونزی | تسای تسه-مین · چین تایپه   |
| تایجیچوان/ تایجیجیان | Chen Zhouli · چین     | Tomohiro Araya · ژاپن        | Nyein Chan Ko Ko · میانمار |
| نانچوان / نانگون     | Huang Junhua · ماکائو | Phạm Quốc Khánh · ویتنام     | Lee Yong-mun · کره جنوبی   |
| دائوشو / گونشو       | Wu Zhaohua · چین      | Cho Seung-jae · کره جنوبی    | Achmad Hulaefi · اندونزی   |

#### ساندا مردان
| رویداد     | طلا                    | نقره                      | برنز                           |
| ۵۶ کیلوگرم | Shen Guoshun · چین     | Bùi Trường Giang · ویتنام | Yusuf Widiyanto · اندونزی      |
| ۵۶ کیلوگرم | Shen Guoshun · چین     | Bùi Trường Giang · ویتنام | Santosh Kumar · هند            |
| ۶۰ کیلوگرم | عرفان آهنگریان · ایران | Wang Xuetao · چین         | Nghiêm Văn Ý · ویتنام          |
| ۶۰ کیلوگرم | عرفان آهنگریان · ایران | Wang Xuetao · چین         | Surya Bhanu Pratap Singh · هند |
| ۶۵ کیلوگرم | Li Mengfan · چین       | فرود ظفری · ایران         | Narender Grewal · هند          |
| ۶۵ کیلوگرم | Li Mengfan · چین       | فرود ظفری · ایران         | M Khalid Hotak · افغانستان     |
| ۷۰ کیلوگرم | محسن محمدسیفی · ایران  | Shi Zhanwei · چین         | Puja Riyaya · اندونزی          |
| ۷۰ کیلوگرم | محسن محمدسیفی · ایران  | Shi Zhanwei · چین         | Ham Gwan-sik · کره جنوبی       |

#### تالو زنان
| رویداد               | طلا                    | نقره                           | برنز                            |
| چانگچوان             | Qi Xinyi · چین         | Li Yi · ماکائو                 | Hoàng Thị Phương Giang · ویتنام |
| تایجیچوان/ تایجیجیان | لیندزول کووک · اندونزی | جوانیتا موک اون-یینگ · هنگ کنگ | آگاتا کریستنزا وونگ · فیلیپین   |
| نانچوان / ناندائو    | تانگ لو · چین          | داریا لاتیشوا · ازبکستان       | یوئن کا ییینگ · هنگ کنگ         |
| جائوشو / چیانگشو     | Guo Menjiao · چین      | زهرا کیانی · ایران             | Dương Thúy Vi · ویتنام          |

#### ساندا زنان
| رویداد     | طلا                | نقره                     | برنز                        |
| ۵۲ کیلوگرم | Li Yueyao · چین    | الهه منصوریان · ایران    | Divine Wally · فیلیپین      |
| ۵۲ کیلوگرم | Li Yueyao · چین    | الهه منصوریان · ایران    | Chen Wei-ting · چین تایپه   |
| ۶۰ کیلوگرم | Cai Yingying · چین | شهربانو منصوریان · ایران | Suchaya Bualuang · تایلند   |
| ۶۰ کیلوگرم | Cai Yingying · چین | شهربانو منصوریان · ایران | Roshibina Devi Naorem · هند |